# Аббиа, Роллан Людвигович
Роллан Людвигович Аббиа (фр. Rolland Jacques Claude Abbiate, также Владимир Сергеевич Правдин и Франсуа Росси, фр. Francois Rossi, оперативный псевдоним Лётчик; 1904, Лондон — 1970, Москва) — советский разведчик, сотрудник ВЧК, участвовавший в ряде операций советской внешней разведки на территории Западной Европы и Северной Америки. Убийца Игнатия Рейсса, после войны резидент советской разведки в Нью-Йорке под прикрытием (возглавлял отделение ТАСС).

## Биография
Роллан Людвигович Аббиа родился в Англии в музыкально образованной семье выходца из Монако — его отец, гражданин Монако, был композитором, добившимся определённых успехов. Годы отрочества он проводит в Санкт-Петербурге (с 18 августа 1914 г. Петроград), являясь свидетелем Февральской и Октябрьской революций и начального этапа Гражданской войны, вскоре охватившей всю Россию.

### Начальный этап работы
В дальнейшем работает сельскохозяйственным рабочим на ферме в графстве Ланкашир, Англия. В 1922 году он переезжает в Монако, где становится курьером и официантом в ресторане дорогой гостиницы «Эрмитаж», расположенной в центральной части Монте-Карло. Работа начинающего посыльного-официанта идёт успешно, и в 1924 году он становится бухгалтером гостиницы «Париж». Однако, не проработав в «Эрмитаже» и года, он переезжает в Марсель, где работает кассиром в фешенебельной гостинице «Метрополь».

### Эмиграция в Америку
В 1926 году эмигрирует в Соединённые Штаты Америки: он не был удовлетворён заработками в гостинице «Метрополь» и издавна мечтал попытать счастья в США. Там он заново начинает продвижение по служебной лестнице, устраиваясь официантом в ресторан «Уолдорф-Астория» в центре Нью-Йорка. Это один из самых фешенебельных нью-йоркских ресторанов, и официант Аббиа не может жаловаться на доходы. Однако в конце 1926 года он теряет своё прибыльное место и до середины 1928 года числится безработным на нью-йоркской бирже труда.

### Возвращение в Европу
В 1929 году отправляется обратно в Европу, так и не закрепившись в США. Принимает решение попробовать себя ещё раз в тонкостях ресторанно-гостиничного дела. Он подаёт заявку на должность заместителя администратора в известной гостинице Ниццы «Альгамбре» и побеждает в конкурсе на это место. С 1929 по 1932 год он работает в этой должности, а затем делает следующий шаг, становясь администратором этой гостиницы, где часто пересекались интересы представителей легальных и нелегальных резидентур ряда государств, в том числе и Советского Союза.

### Работа в ОГПУ
В начале 1932 года он едет в Белград, где соглашается сотрудничать с ОГПУ. Он становится сотрудником ИНО ОГПУ и получает рабочий псевдоним «Лётчик». Успешно выполняет ряд оперативных заданий в Швейцарии, Мексике и Франции. Кульминацией в его работе явилось нашумевшее лозаннское дело. Вместе со своим другом по ОГПУ, преподавателем истории РКП(б) и будущим помощником Павла Судоплатова агентом болгарского происхождения Борисом Мануиловичем Афанасьевым он приводит в исполнение смертный приговор перебежчику Игнатию Станиславовичу Рейссу (настоящая фамилия Порецкий). Это произошло 4 сентября 1937 года. За эту операцию был награждён орденом Красного Знамени, он также получил гражданство СССР. Тогда же он получил паспорт на имя Владимира Сергеевича Правдина. За рубежом осталась мать Аббиа, но ей было назначено специальное пенсионное содержание Наркомата внутренних дел.
С 1938 года проживал в СССР, занимая с 1940 года ответственный пост выпускающего в Отделе информации при ТАСС для зарубежных средств массовой коммуникации.

### Новый американский вояж
С 1941 по 1946 год находится в США, которые он помнит по своей работе в нью-йоркском ресторане «Уолдорф-Астория». Сначала он оперативный работник, а с 1944 года заместитель нью-йоркского резидента НКГБ. Выступает как журналист, числясь корреспондентом-редактором в штате нью-йоркского отделения ТАСС; с 1943 года он назначается заведующим этого отделения. Март 1945 года приходит с новым назначением из Центра: он становится исполняющим обязанности главного резидента советской внешней разведки в Нью-Йорке. Вскоре он становится главным резидентом, оставаясь в то же время заведующим местным отделением ТАСС. В декабре 1945 года советский агент Элизабет Бентли неожиданно совершает открытое предательство, в этой связи Аббиа-Правдина отзывают в Москву.

### Последний этап служебной деятельности
В 1946 году оформляет членство в ВКП(б). В 1948 году он выходит на досрочную пенсию по причине инвалидности и до 1951 года занимает ответственный пост главного редактора издательства «Иностранная литература», в котором начальником управления научной информацией трудится его коллега по работе в 1930-х годах Борис Афанасьев.
С мая по июль 1953 года Аббиа-Правдин, получивший звание капитана госбезопасности, работает в Девятом отделе при МВД СССР, который находится в ведении Павла Судоплатова. После ареста  Лаврентия Берии и расформирования Девятого отдела был вынужден уйти из органов госбезопасности. После увольнения проживал в Москве. Умер в 1970 году.

## Семья
Отец — Людвиг Аббиа (фр. Ludwig Abbiate), монегаск французско-итальянского происхождения.
Мать — еврейка, уроженка Санкт-Петербурга по фамилии Мандельштам.
Жена — Ольга Борисовна Аббиа (девичья фамилия — Маневская) (Правдина, оперативные псевдонимы Маргарет, Люси; род. 10 мая 1905, Томск) — советская разведчица.